# Québecs premiärminister

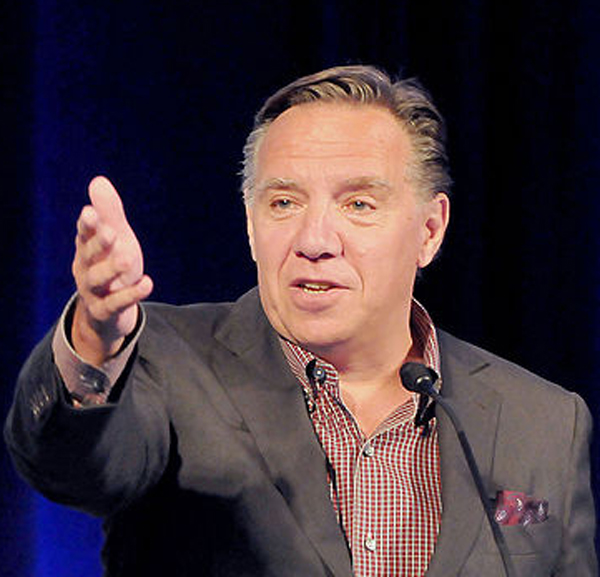
François Legault, Québecs nuvarande premiärminister sedan 18 oktober 2018.

Québecs premiärminister (franska: Premier Ministre du Québec; engelska: Premier of Quebec) är den kanadensiska provinsen Québecs regeringschef. François Legault har innehaft posten sedan 2018.

## Lista över Québecs premiärministrar
- 1867–1873 Pierre-Joseph-Olivier Chauveau (konservativ)
- 1873–1874 Gédéon Ouimet (konservativ)
- 1874–1878 Charles-Eugène Boucher de Boucherville (konservativ)
- 1878–1879 Henri-Gustave Joly de Lotbinière (liberal)
- 1879–1882 Sir Joseph-Adolphe Chapleau (konservativ)
- 1882–1884 Joseph-Alfred Mousseau (konservativ)
- 1884–1887 John Jones Ross (konservativ)
- 1887 Louis-Olivier Taillon (konservativ)
- 1887–1891 Honoré Mercier (liberal)
- 1891–1892 Charles-Eugène Boucher de Boucherville (konservativ)
- 1892–1896 Louis-Olivier Taillon (konservativ)
- 1896–1897 Edmund James Flynn (konservativ)
- 1897–1900 Félix-Gabriel Marchand (liberal)
- 1900–1905 Simon-Napoléon Parent (liberal)
- 1905–1920 Lomer Gouin (liberal)
- 1920–1936 Louis-Alexandre Taschereau (liberal)
- 1936 Adélard Godbout (liberal)
- 1936–1939 Maurice Duplessis (Union nationale)
- 1939–1944 Adélard Godbout (liberal)
- 1944–1959 Maurice Duplessis (Union nationale)
- 1959–1960 Paul Sauvé (Union nationale)
- 1960 Antonio Barrette (Union nationale)
- 1960–1966 Jean Lesage (liberal)
- 1966–1968 Daniel Johnson d.ä. (Union nationale)
- 1968–1970 Jean-Jacques Bertrand (Union nationale)
- 1970–1976 Robert Bourassa (liberal)
- 1976–1985 René Lévesque (Parti Québécois)
- 1985 Pierre Marc Johnson (Parti Québécois)
- 1985–1994 Robert Bourassa (liberal)
- 1994 Daniel Johnson d.y. (liberal)
- 1994–1996 Jacques Parizeau (Parti Québécois)
- 1996–2001 Lucien Bouchard (Parti Québécois)
- 2001–2003 Bernard Landry (Parti Québécois)
- 2003–2012 Jean Charest (liberal)
- 2012–2014 Pauline Marois (Parti Québécois)
- 2014–2018 Philippe Couillard (liberal)
- 2018- François Legault (CAQ)